# Silvia Manríquez
Silvia Manríquez (Cidade do México, 27 de janeiro de 1954) é uma atriz mexicana de telenovelas. Tem dois filhos: Xareni e Liv.

## Biografia
Silvia foi nomeada com o prêmio El Rostro del Heraldo em 1974, desta maneira iniciou sua carreira dentro do mundo dos espetáculos. A cantora e atriz estudou atuação sob a  batuta de José Luis Ibáñez depois estudou em Los Angeles na Academy of Dramatic Arts. Atuou em Los Angeles na obra teatral Todo empezó en un juego y terminó en una violación.
Como cantora obteve sua primeira oportunidade no programa Million Dollar, no teatro ela atuou em muitas peça tais como Todo empezó en un juego. Na vasta ficha de Silvia Manríquez contabilizasse mas de 70 filmes em que ela atuou, se destacam os títulos Los Ojos del Muerto, La Vengadora 2, Adorable Sinvergüenza, Mexicano Hasta las Cachas, En las Garras de la Ciudad, Río de Muerte e El Buscabullas.
No mundo das telenovelas Silvia obteve sua primeira oportunidade em Pacto de amor, onde compartilho cenas com Amparo Ribelles, e assim Silvia vem deixando seu nome na industria televisiva, atuando em telenovelas de muita repercussão como; El Privilegio de Amar de 1998 que foi uma telenovela de grande êxito, La Intrusa de 2001 onde atuando como "Elena" teve papel de destaque atuando com a atriz Laura Zapata, em Entre el amor y el odio de 2002 , esteve no elenco de Contra viento y marea de 2005 como "Amparo Cárdenas'', em 2011, participou da novela Dos hogares, interpretando a personagem Amparo Mejía, no ano seguinte Silvia atuou em mais uma produção da Televisa, Amores Verdaderos interpretando a personagem Paula.
Em 2013, Silvia atua na telenovela Corazón indomable, produzida por Nathalie Lartilleux, interpretando a personagem Clementina Del Omo

## Telenovelas
- Por amar sin ley (2018) ... Melina Manríquez
- Mi marido tiene familia (2017) ... Rebeca Vda. de Castañeda
- En tierras salvajes (2017) ... María Ortega
- Simplemente María (2015)... Marcela
- Lo imperdonable (2015) ... Srta. De Ballesteros
- Corazón indomable (2013) ... Clementina Antunes de Del Omo
- Amores Verdaderos (2012) ... Paula Trejo
- Dos Hogares  (2011) ... Amparo Mejía
- Cuando me enamoro (2010) .... Catalina de Sobéron (participação especial)
- Corazón Salvaje (2009) .... Marlene Madame
- Muchachitas como tú (2007) .... Constanza
- Mundo de fieras (2006) .... Ingrid
- Contra viento y marea (2005) .... Amparo Cárdenas
- Amarte es mi pecado (2004) .... Ana María Fernández Del Ara
- Entre el amor y el odio (2002)  .... Rosalía
- La Otra (2002) .... Marta de Guillen (jovem)
- La Intrusa (2001) .... Elena Roldán
- El precio de tu amor (2000-2001) .... Ana Luisa Galván
- Laberintos de pasión (1999-2000) .... Sara
- El Privilegio de Amar (1998-1999) .... Luz María
- Desencuentro (1997-1998) .... Alma
- Pueblo chico, infierno grande (1997) .... Jovita
- Un rostro en mi pasado (1990) .... Elvira
- Sí, mi amor (1984)  .... Leticia
- Bodas de odio (1983) .... Armida
- El derecho de nacer (1982)  .... Tete
- Lo Imperdonable (1975)

## Filmes
- La Vengadora 2 (1991)
- Entre juego y contrabando (1989)
- Conexión México (1987)
- Los Ojos del muerto (1987)
- Persecución en Las Vegas: 'Volvere' (1987) .... Maria Elena
- Forajidos en la mira (1985)
- La Muerte llora de risa (1985)
- Bohemios de aficion (1984)
- Jugandose la vida (1984)
- Un Adorable sinverguenza (1983)
- Los Hijos de Peralvillo (1983)
- El Guerrillero del norte (1983)
- Esta y l'otra con un solo boleto (1983)
- El Canto de los humildes (1982)
- En las garras de la ciudad (1982)
- El Naco mas naco (1982)
- Las Musiqueras (1981)
- Ojo por ojo (1981)
- La Sangre de nuestra raza (1980)
- Emilio Varela vs Camelia la Texana (1980)
- Mexicano hasta las cachas (1979)
- La Dinastía de Dracula (1978)
- Misterio en las Bermudas (1977) .... Rina
- Río de la muerte (1977)
- La Casta divina (1977)
- El Buscabullas (1974)